# NGC 2354
NGC 2354 (другие обозначения — OCL 639, ESO 492-SC6) — рассеянное скопление в созвездии Большой Пёс.
Этот объект входит в число перечисленных в оригинальной редакции «Нового общего каталога».
Подтверждена принадлежность к скоплению у 9 красных гигантов в области NGC 2354, один из которых оказался спектральной двойной звездой. Диаграмма Герцшпрунга-Рассела для NGC 2354 имеет ветвь гигантов в виде чётко сформированного скопления из 7 звёзд. NGC 2354 умеренно бедно металлами.